# Cetonana laticeps
Cetonana laticeps är en spindelart som först beskrevs av Giovanni Canestrini 1868.  Cetonana laticeps ingår i släktet Cetonana och familjen flinkspindlar. Inga underarter finns listade i Catalogue of Life.